# NGC 4525
NGC 4525 este o low-surface-brightness galaxy⁠(d) situată în constelația Părul Berenicei. A fost descoperită în 1785 de către William Herschel. Se află la o distanță de 11,59 megaparseci de Pământ.